# Pedro Lozano de Sotés
Pedro Lozano Sotés (Pamplona, 19 de febrero de 1907-ibid., 11 de junio de 1985) conocido como Pedro Lozano de Sotés, fue un pintor, escenógrafo, dibujante, cartelista, ilustrador, figurinista y profesor de dibujo español. Además de escritor también fue esposo de la artista Francis Bartolozzi, con la cual realiza y comparte numerosas obras, siendo padre del artista Rafael Bartolozzi, también del escritor y profesor universitario Pedro Lozano Bartolozzi, así como de Marisa y María del Mar, doctora en Historia del Arte y profesora universitaria. Todos ellos con una faceta de pintores que les llevó a colaborar con sus padres en algunas ocasiones como la decoración del mural de la Sala de Juntas de la Hermandad de Ermitaños, un edificio anexo a la ermita de Santa María de Arnotegui (Obanos) a mediados de los años 60.También es abuelo del artista Nil Bartolozzi.

## Biografía
Hijo de Pedro Lozano Serrano, natural de Teruel, y de Ezequiela Sotés Garayoa, natural de Estella, fue el segundo de siete hermanos. Su padre tuvo una sastrería ubicada en la esquina de la Plaza del Castillo con la calle Chapitela, bajeras del actual Hotel La Perla.
Estudió el bachillerato con los P.P. Escolapios y a continuación Comercio. Un accidente, que le imposibilitó durante cierto tiempo, le llevó a descubrir la pintura. Sin unos precedentes artísticos familiares, como ocurre con Francis Bartolozzi, hija del ilustrador Salvador Bartolozzi, ingresó en la Escuela de Arte y Oficios de Pamplona donde sería discípulo de Millán Mendía, de Enrique Zubiri y de Javier Ciga, que le animaría, mediante una beca de la Diputación Foral de Navarra, a matricularse en 1925 en la Escuela de Bellas Artes de San Fernando (Madrid). Será en dicha escuela, a la postre, donde conocería a su futura mujer Francis Bartolozzi.
Compartió los días de Madrid con los pintores navarros Leocadio Muro Urriza y Gerardo Lizarraga. Amplió estudios complementarios en la Academia de Artes y Oficios de la calle de la Palma. En los años que precedieron a la guerra de 1936 trabajó junto a Francis Bartolozzi como escenógrafo y figurinista de los teatros Infanta Isabel, Español y Experimental del Estudio de Arte Dramático, gracias a las nociones técnicas recibidas de Hipólito Sancho Lobo y a las buenas relaciones de Salvador Bartolozzi en el campo de la dramaturgia. Su colaboración más ambiciosa, dentro de esta especialidad decorativa, fue en el marco de las Misiones Pedagógicas de Teatro dirigidas por Nicolás Santullano y realizadas por Casona, Torner y Salinas. Colaboró ilustrando portadas para el Departamento de Publicaciones del Ministerio de Comercio. La guerra le sorprendió en Madrid, debiendo colaborar con el “Altavoz del Frente” para no ser movilizado. Se le encargaron los retratos de los personajes republicanos del momento o de los ideólogos de izquierdas más destacados.
Regresó a Pamplona en 1940, fijando aquí su residencia definitiva. Sus principales actividades fueron las de escenógrafo y figurinista, ahora al servicio de la Institución Cunas y de su compañía de teatro infantil “Tirso de Molina”, creada por el Padre Carmelo de Jesús Crucificado*, que representó hasta 34 dramas; también preparó telones para el espectáculo religioso Hagioscenia, estampas de la Pasión de Antonio Ona Echave* y para Duguna, espectáculo sobre el folklore navarro, incluso para el grupo de teatro “El Lebrel Blanco” en sus comienzos. Colaboró como ilustrador de la prensa local (“Diario de Navarra”, “Pregón”) y del Movimiento (“Arriba España”). Destacan sus trabajos las del salón de actos de la Casa Sindical de Pamplona y de los Hogares del productor de Corella, Cortes, Caparroso y Cadreita. La actividad muralista de los años 50 y 60 resultó intensa tanto en ermitas (Virgen de las Nieves en Irati, San Guillermo de Arnotegui en Obanos), como en iglesias (San Pedro de Elcoaz), escuelas (Escuelas de Peritos Agrícolas de Villava), guarderías infantiles, complejos fabriles, hoteles, bares, clubs, comercios y domicilios particulares.

## Obras, premios y reconocimientos
Colaboró con Santos Beguiristáin en el diseño de trajes de época para su iniciativa del Misterio de Obanos* y con el Ayuntamiento de Pamplona en el diseño del vestuario de su grupo de danzas. Destacó incluso como vital y dinámico cartelista, habiendo alcanzado, siempre con la soterrada colaboración de su mujer, los premios de los carteles anunciadores de San Fermín de 1941, 1942, 1946, 1950, 1954, 1961 y 1974, y realizado otros muchos sobre temas deportivos, turísticos o locales. Ilustró libros como Patria y hogar de A. Villanueva o Romerías navarras de Astiz-D. Baleztena. Desde 1951 hasta su jubilación, Lozano fue asimismo profesor de dibujo.
El Ayuntamiento de Pamplona, en 1986, homenajeó al extinto pintor con una muestra de obras del matrimonio de artistas en el Polvorín de la Ciudadela y la edición de su biografía. Guardan obra de su autoría el Museo de Navarra y el Museo Español de Arte Contemporáneo.